# William Brighty Rands
William Brighty Rands (ur. 24 grudnia 1823 w Chelsea w hrabstwie Middlesex, zm. 23 kwietnia 1882 w Londynie) – angielski poeta epoki wiktoriańskiej, znany przede wszystkim jako autor wierszy dla dzieci (nursery rhymes), ale tworzył też w innych gatunkach, w tym na polu hymnografii religijnej. Ułożył między innymi pieśń One Lord there is all lords above (Jest jeden Pan nad wszystkich panów). Swoje utwory publikował często pod pseudonimami.